# جورجو د لولو
جورجو د لولو (ایتالیایی: Giorgio De Lullo؛ ‏ ۲۴ آوریل ۱۹۲۱ – ۱۰ ژوئیهٔ ۱۹۸۱) بازیگر و کارگردان نمایش اهل ایتالیا بود.
از فیلم‌هایی که وی در آن نقش داشته‌است، می‌توان به قلب و روح و ده فرمان اشاره کرد.